# Beidersee

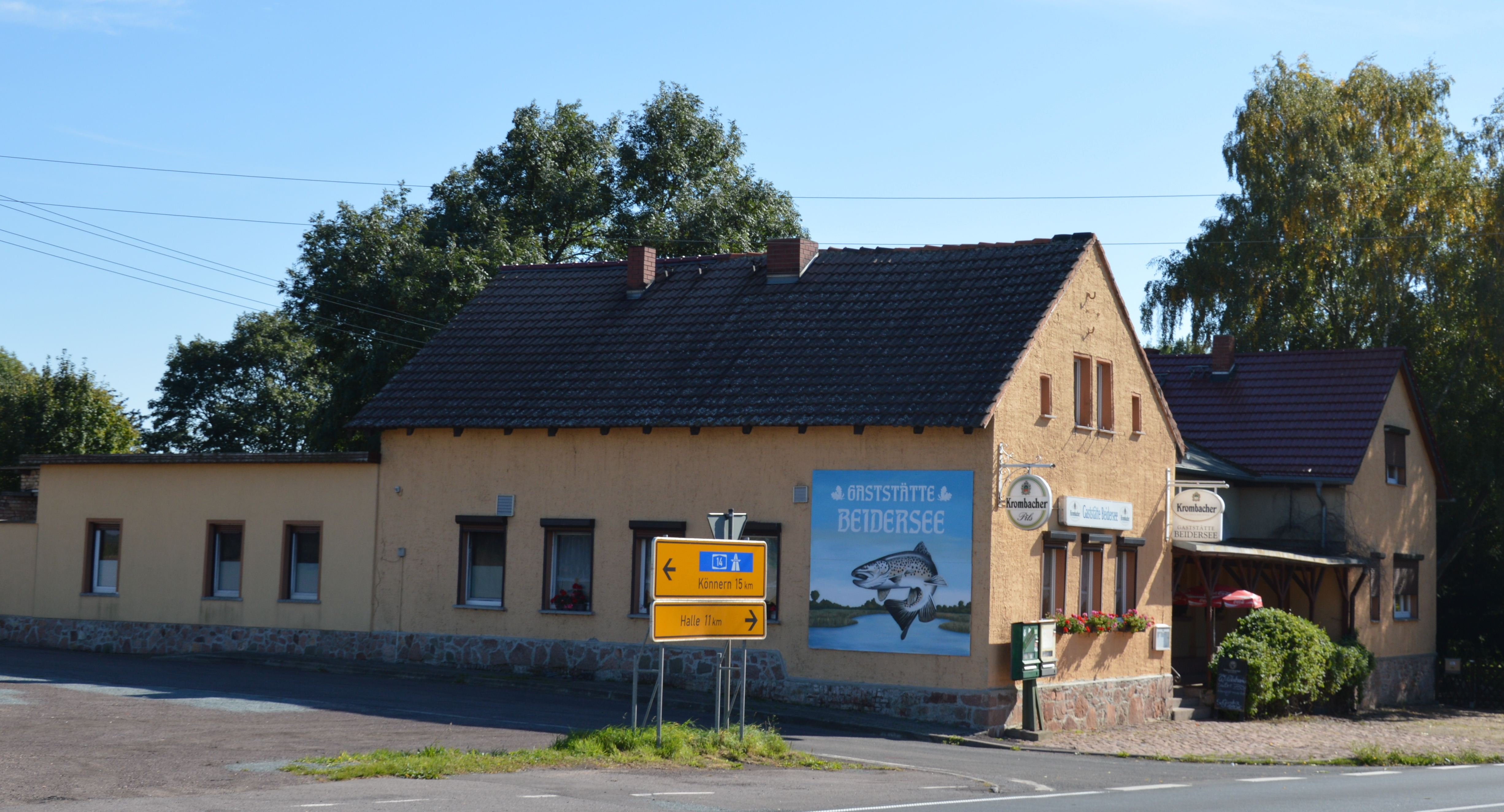
Gaststätte Beidersee

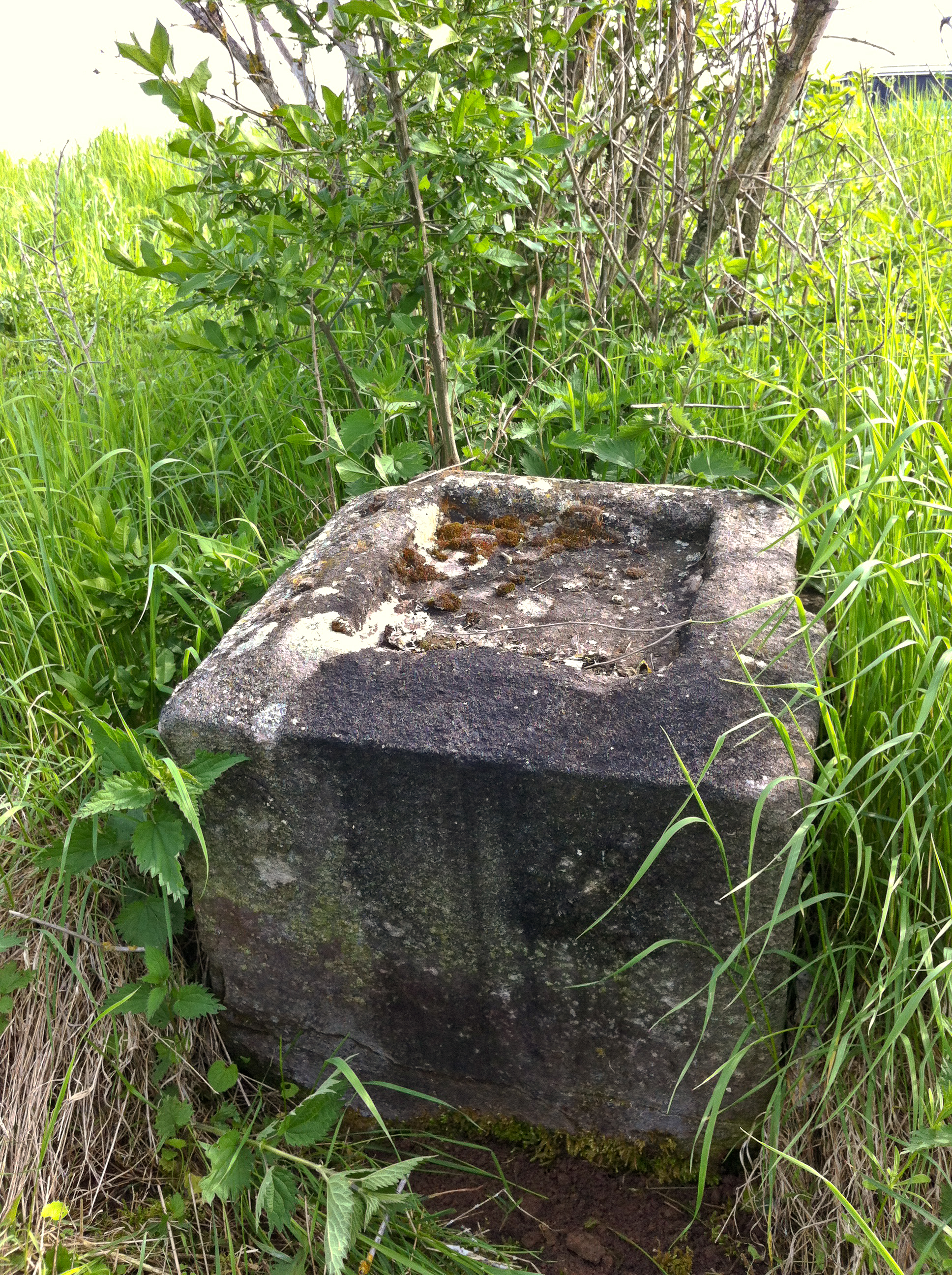
Meilenstein

Beidersee ist ein zur Ortschaft Morl der Gemeinde Petersberg im Saalekreis in Sachsen-Anhalt gehörendes Dorf.

## Geografie
Beidersee liegt nordwestlich von Morl im südwestlichen Teil des Gemeindegebiets von Petersberg. Weiter südlich befindet sich Halle (Saale) und die Saale.

## Geschichte
Der Ortsname „Beidersee“ hat seine Bedeutung vermutlich von einem See, bei dem der Ort lag. Ältere Quellen nennen den Ort auch „Biedersee“ oder „Büdersee“. Das Dorf lag im Grenzgebiet zwischen dem Saalkreis des Erzstifts Magdeburg (ab 1680 als Herzogtum Magdeburg zu Brandenburg-Preußen) und dem Leipziger Kreis des Kurfürstentums Sachsen. Bezüglich der Hoheit und der Gerichtsbarkeit war Beidersee über Jahrhunderte geteilt. Das Dorf als solches unterstand der Hoheit der Fürsten von Anhalt-Köthen, von dem der Ort jedoch räumlich getrennt lag. Diese verliehen die Ober- und Erbgerichte über den Ort an die Herren von Veltheim mit Sitz auf dem Rittergut Ostrau, das zum kursächsischen Amt Delitzsch gehörte. Die Feldmark von Beidersee war Teil des Amts Giebichenstein des den Ort umgebenden Saalkreises. Dieser gehörte zum Erzstift Magdeburg und kam mit diesem im Jahr 1680 als Herzogtum Magdeburg zu Brandenburg-Preußen.
Mit dem Frieden von Tilsit wurde das preußische Amt Giebichenstein und die Nachbarorte von Beidersee im Jahr 1807 dem Königreich Westphalen angegliedert und dem Distrikt Halle im Departement der Saale zugeordnet. Sie gehörten zum Kanton Wettin. Nach der Niederlage Napoleons und dem Ende des Königreichs Westphalen befreiten die verbündeten Gegner Napoleons Anfang Oktober 1813 den Saalkreis.
Bei der politischen Neuordnung nach dem Wiener Kongress 1815 wurde Beidersee im Jahr 1816 dem Regierungsbezirk Merseburg der preußischen Provinz Sachsen angeschlossen und dem Saalkreis zugeordnet. Am 20. Juli 1950 erfolgte die Eingemeindung nach Morl. Seit dem 1. Januar 2010 ist Beidersee ein Ortsteil der Ortschaft Morl innerhalb der Großgemeinde Petersberg.

## Verkehr und Infrastruktur
Nördlich des Orts führt die A 14 entlang. Östlich von Beidersee verläuft die Landesstraße L50, welche die A14-Abfahrt „Halle-Trotha“ im Norden des Orts mit Halle (Saale) im Süden verbindet.
Der nächste Bahnhof liegt seit der Stilllegung der über Beidersee führenden Kleinbahn Wallwitz–Wettin im Nachbarort Wallwitz.
Die Kulturdenkmale Beidersees sind im örtlichen Denkmalverzeichnis eingetragen.

## Persönlichkeiten
Der deutsche Pflanzenbauwissenschaftler Otto Tornau (1886–1982) wurde in Beidersee geboren.